# Thénac (Dordogne)
Thénac település Franciaországban, Dordogne megyében. Lakosainak száma 443 fő (2022. január 1.). Thénac Monestier, Loubès-Bernac, Saint-Julien-Innocence-Eulalie, Sigoulès-et-Flaugeac és Cunèges községekkel határos.

## Népesség
A település népessége az elmúlt években az alábbi módon változott:
| Lakosok száma | 232  | 314  | 300  | 371  | 371  | 447  | 488  | 499  | 480  | 443  |
|               | 1968 | 1982 | 1990 | 2006 | 2013 | 2015 | 2017 | 2019 | 2020 | 2022 |